# ワーグナー・ラヴ
ワーグナー・ラヴ（Wagner Love）は、ドイツ・フランクフルト出身のソウル・ポップ・バンド。2003年に結成。メンバーはジェイコブ（ボーカル・ギター）、ラヴェル（キーボード）、マーセル（ドラム）、ティルマン（ベース）の4人。
バンド名はブラジルのサッカー選手、ヴァグネル・ラヴ（Vágner Love）ことヴァグネル・シウヴァ・ジ・ソウザに由来する。

## メンバー
- ジェイコブ (Jacob Vetter) - ボーカル・ギター
- ラヴェル (Brüder Ravel) - キーボード
- ティルマン (Tilmann Köllner) - ベース
- マーセル (Marcel Meeth) - ドラム

## ディスコグラフィ

### スタジオ・アルバム
- 『ワーグナー・ラヴ白書』 - Everything About (2008年) ※日本盤は2009年3月4日発売

### シングル
- "I Know" (2008年)
- "Bigger Than You" (2008年)